# 華皋比
華皋比，中国春秋时期宋国右师华元之孫，华阅之子。
前556年，华阅死，华臣派人去杀华皋比的家总管华吴。华臣认为華皋比家族已經微弱，派六个坏人在卢门合左师后边用铍刀杀死了皋比家总管华吴。左师向戌害怕，说：“老朽我没有罪。”坏人誣陷：“皋比私自讨伐吴国。”幽禁了华吴的妻子，讓她交出大玉璧。宋平公決定要驱逐华臣。十一月廿二日，华臣逃亡到陈国。